# Jacket Full of Danger
Pour les articles homonymes, voir Jacket, Full et Danger (homonymie).
Albums de Adam Green
Gemstones Sixes & Sevens
Jacket Full of Danger est le quatrième album solo d'Adam Green sorti en 2006.
Il revisite les mélodrames de son second album Friends of Mine, abandonnant, pour la plupart de ses chansons, le tempo rapide du son folk de sa sortie précédente, Gemstones.
Lyricalement, l'album explore le même terrain puéril et plaintif que Gemstones, avec l'obsession familière de Green pour les drogues, le surréalisme et les relations manquées.

## Titres
1. Pay the Toll - 2:15
2. Hollywood Bowl - 1:33
3. Vultures - 2:02
4. Novotel - 1:39
5. Party Line - 2:17
6. Hey Dude - 1:39
7. Nat King Cole - 2:32
8. C Birds - 2:04
9. Animal Dreams - 1:48
10. Cast a Shadow - 1:57
11. Drugs - 2:03
12. Jolly Good - 2:01
13. Watching Old Movies - 2:00
14. White Women - 2:59
15. Hairy Women - 1:33